# یانیسیوکی
یانیسْیُوکی (روسی: Янисйоки) رودخانه ای در فنلاند و روسیه است. از قلمرو فنلاند در استان کارلیای شمالی شروع می‌شود، از جمهوری کارلیا در روسیه می‌گذرد و به دریاچه لادوگا می‌ریزد. طول آن ۷۰ کیلومتر (۴۳ مایل) و حوضه زهکشی آن ۳۹۰۰ کیلومتر مربع (۱۵۰۰ مایل مربع) است. این رود بخشی از حوضه رود نوا در فنلاند و روسیه است که به خلیج فنلاند می‌ریزد.